# Waltz for Debby (album, 1961)
Pour les articles homonymes, voir Waltz for Debby.
Albums de Bill Evans
Sunday at the Village Vanguard
(1961) How My Heart Sings!
(1962)
Waltz for Debby est un album du pianiste de jazz Bill Evans paru en 1961.

## Historique
Cet album, produit par Orrin Keepnews, a été initialement publié en 1961 par Riverside Records (RLP 9399). Il a été enregistré au club Village Vanguard à New York, le 25 juin 1961. Les titres sont issus de deux sets de « matinée » (après-midi) et trois sets de « soirée » donnés par le trio de Bill Evans, lors des sessions ayant également donné l'album Sunday at the Village Vanguard, publié avant le présent album.
Les titres retenus par Keepnews pour Sunday at The Village Vanguard sont ceux qui mettent le plus en valeur le contrebassiste Scott LaFaro, qui venait de mourir dans un accident de voiture quelques jours après l’enregistrement de ces pistes le 6 juillet 1961.
Cet album met en valeur le travail du trio à l'époque. Les titres, choisis par Evans, révèlent l'intensité, le romantisme et l'émotion du jeu du pianiste.
Cet album a été aussi édité, en 1973, sous forme de double LP (couplé avec l’album Sunday at the Village Vanguard), sous le titre The Village Vanguard sessions (Milestone, M 47002). En 1984, le même label Milestone a publié sous forme de LP des prises alternatives inédites sous le titre More from the Vanguard. En 2005 a été publié un album de trois CD contenant toutes les prises faites lors de ces sessions sous le titre The complete Village Vanguard Recordings (Riverside Records). Cette dernière édition respecte l’ordre d'enregistrement des titres (« matinées » et « soirées »), contient les annonces vocales et une prise incomplète inédite de Gloria's Steps.

## Titres de l’album
| No | Titre            | Auteur                                        | Durée |
| -- | ---------------- | --------------------------------------------- | ----- |
| 1. | My Foolish Heart | Victor Young                                  | 4:58  |
| 2. | Waltz for Debby  | Bill Evans, Gene Lees                         | 7:00  |
| 3. | Detour Ahead     | Lou Carter, Herb Ellis, Johnny Frigo          | 7:37  |
| 4. | My Romance       | Richard Rodgers                               | 7:13  |
| 5. | Some Other Time  | Leonard Bernstein, Betty Comden, Adolph Green | 5:11  |
| 6. | Milestones       | Miles Davis                                   | 6:30  |

Titres additionnels sur certaines rééditions en cd :
| No  | Titre                     | Auteur                               | Durée |
| --- | ------------------------- | ------------------------------------ | ----- |
| 7.  | Waltz for Debby (prise 1) | Bill Evans, Gene Lees                | 6:46  |
| 8.  | Detour Ahead (prise 1)    | Lou Carter, Herb Ellis, Johnny Frigo | 7:13  |
| 9.  | My Romance (prise 2)      | Richard Rodgers                      | 7:12  |
| 10. | (I Loves You) Porgy       | George Gershwin                      | 5:58  |

## Personnel
- Bill Evans : piano
- Scott LaFaro : contrebasse
- Paul Motian : batterie

## À propos du disque
Cet album est issu des derniers enregistrements du mythique trio Bill Evans, Scott LaFaro et Paul Motian. Ce trio a révolutionné l'histoire du trio jazz. Dans ce groupe, les trois partenaires, rompant avec la tradition où contrebassiste et batteur se cantonnaient à un rôle d'accompagnement, se livrent à une véritable « improvisation à trois ». Il y a une synergie constante (« interplay ») entre les trois musiciens. Ces enregistrements du Village Vanguard sont probablement ceux où cet « interplay » entre les trois hommes est arrivé à son plus haut point.[réf. nécessaire]
Après le décès de LaFaro, Evans profondément affecté, n'enregistrera aucun disque en trio pendant plus d'un an (il enregistrera par contre en sideman ou, sous son nom, en duo avec le guitariste Jim Hall).
Si Sunday at the Village Vanguard peut être considéré comme un hommage à Scott LaFaro, Waltz for Debby est plutôt un album mettant en valeur le jeu « brillant, subtil et ample » de Bill Evans.